# Ferula aucheri
Ferula aucheri är en växtart i släktet Ferula och familjen flockblommiga växter. Den beskrevs först av Pierre Edmond Boissier, och fick sitt nu gällande namn av Piwczyński, Spalik, M.Panahi och Puchałka 2015.
Arten är en perenn ört som förekommer i Iran.